# Ortnamn i Jämtland
Ortnamn i Jämtland kan, liksom resten av de svenska ortnamnen, delas upp i naturnamn och kulturnamn. Kulturnamnen är ofta bebyggelsenamn med efterled där bebyggelsen beskrivs, såsom -by i Marby, och -byn som i Tandsbyn. Som beteckning för fäbodar används ofta efterledet -bodarna, till exempel i Lustbodarna och Mobodarna.  Ett nästan lika vanligt efterled för fäbodar är -vallen, som i Röjvallen.  
Vissa ortnamn är speciella för Jämtland och för Hälsingland. Ett exempel på detta är namn som har efterledet -böle. Ortnamnen i Jämtland är, som i alla andra landskap i Sverige, dels osammansatta ortnamn och dels sammansatta. Ett fåtal av de osammansatta ortnamnen är enstaviga som Berg, Kall, Lit och Ås. De allra flesta är tvåstaviga som till exempel Bräcke, Ope och Åre. Ändelsen -e betecknar pluralis.
Av de sammansatta ortnamnen har de allra flesta två ordled, förled och efterled, som till exempel Bodsjö och Duved, men det finns också namn med tre ordled, som Svenstavik.

## Definition av begreppet ortnamn
Ortnamn eller toponymer är namn på geografiska företeelser och ortnamnen kan delas upp i bebyggelsenamn och naturnamn. 
En språkvetenskaplig definition är att "ett ortnamn är ett språkligt uttryck som i en viss namnbrukarkrets är knutet till en bestämd plats".

## Ortnamnskategorier
Alla ortnamn delas upp i två huvudkategorier: naturnamn och kulturnamn. Kulturnamnen kan indelas tre kategorier: ägonamn, bebyggelsenamn och namn på artefakter. 
Naturnamn är namn på vattendrag, sjöar, skogar o.s.v. Ägonamn är namn på mark som används för jordbruk och boskapsskötsel, till exempel åkrar, ängar och hagar. Bebyggelsenamn är namn på tätorter, byar, gårdar, bygder med mera. Artefaktnamn är namn på broar, hamnar, gruvor, gravhögar m.m. Bebyggelsenamn kan vara primära eller
sekundära. Primära bebyggelsenamn avser bebyggelse redan från början, till exempel de som slutar på -by eller -byn (som Tyby och Edsbyn).  
Sekundära bebyggelsenamn har inte från början betecknat bebyggelse, utan har ursprungligen varit naturnamn, ägonamn eller artefaktnamn. Exempel på sådana ortnamn i Jämtland är Enafors, Gällö, Hackås med flera.

### Ortnamnet Östersund
Östersund har tidigare hetat Östersundet. Namnet beror på stadens läge mellan Frösön och fastlandet, vid Frösöns östra sund.

## Typiska ortnamnsefterled och ortnamnsändelser i Jämtland

### Ortnamnsefterled som betecknar bebyggelse

byn

böle

- -a har i en del jämtländska ortnamn betydelsen -vin (som är ett äldre, numera försvunnet, ord för 'ängsmark, betesmark'). Dessa namn är ursprungligen ägonamn. Exempel: Knytta, Kövra och Rista (som inte är ett -stanamn).[8]
- -bodarna betecknar  fäbodvall och dessa namn har under lång tid, fram till 1700-talet, varit vanliga som fäbodnamn.  Exempel: Bergbodarna, Flobodarna och Flärkbodarna.
- -by, -byn kan höra ihop med det fornsvenska verbet  boa, som betydde 'ställa i ordning, bereda', som den senare betydelsen 'gård, by' har utvecklats från. I Jämtland finns bland annat Marby och Marieby samt Bredbyn och Fanbyn.[9]
- -böle betyder 'bostad, gård, nybygge' och härstammar från medeltiden. Exempel: Hornsjöböle, Kusböle och Oxböle.[10]
- -e kan , liksom -a, ha en forntida betydelse -vin. Sådana namn är till exempel Härke, Silje och Välje. [8]
- -om betyder hem (med betydelsen gård eller trakt) i jämtländska ortnamn. Många av dessa namn har centralt läge i Storsjöbygden. Exempel: Det finns tre Grötom: Grötom i Offerdals socken, Grötom i Kalls socken och Grötom i Häggenås socken. Dessutom finns Hallom, Salom m.fl.[11] Ortnamnet Krokom hör däremot inte ihop med dessa namn, utan i det namnet är -om en dativ pluralform.[12]
- -sta förekommer, förutom i Jämtland, i Hälsingland, Ångermanland, Medelpad, Gästrikland och i Svealand. I Götaland skrivs efterledet som -stad. Ofta översätts -sta som 'boplats', men det har även föreslagits att -sta har en ägobetecknande funktion. [13] Namn med efterledet -sta är Bingsta, Kullsta, Kösta, Svensta och Ångsta.

ås

änge

- -säter I Jämtland (med undantag för de västligaste delarna) kommer ordet från en motsvarighet till det fornvästnordiska -set (med kort vokal). Ordets betydelse är 'skogsäng, utmarksäng'. Endast två namn med detta efterled finns i Jämtland: Finnsäter i Offerdals socken och Finnsäter i Alsens socken.[14]
- -sätern betyder fäboden. Detta efterled förekommer i de västligaste delarna av Jämtland. Ordet kommer från ett fornvästnordiskt ord -sætr (med lång vokal. Betydelsen är 'fäbod, säter'. Exempel: Backsätern, Höklidsätern och Nässätern, alla i Frostvikens socken.[15]
- -sätt är en kortare form av -säter och har samma betydelse. Formen -sätt finns i Sverige bara i Jämtland och Härjedalen. I Norge motsvaras -sätt av -set, till exempel i Høgset. I Jämtland finns byarna Dvärsätt, Glasätt och Marsätt.[16]
- -torp Under 1600-talet kom beteckningen torp alltmer att användas om små jordbruk som ingick i en större egendom (större gårdar eller statsägd mark (kronans mark)), men som brukades av annan än markägaren. Brukaren, kallad torpare, betalade då "hyra" till ägaren i form av dagsverken. Exempel på -torp är Högstorp, Furutorp, Jonstorp
- -torpet, bestämd form av -torp, exempel: Esbjörnstorpet, Larstorpet, Sösjötorpet
- -vallen betecknar  fäbodvall. Exempel: Brastavallen, Gammalvallen och Hallvallen.
- -ås, -åsen är som efterled vanliga i Jämtland på grund av att landskapet är kuperat. I medeltida handlingar nämns gamla bebyggelser som har samband med åsar är särskilt vanliga i de socknar som ligger väster om den sydligaste delen av Storsjön: Oviken, Myssjö och Marviken.[17]
- -ås, exempel: Aspås, Gisselås, Kyrkås, Sikås och Tullingsås.
- -åsen, exempel: Bångåsen, Klaxåsen, Kolåsen, Kännåsen och Tångeråsen.
- -äng, änge, änget finns oftast i inlandet. Namnen är ursprungligen namn på ägor. När befolkningen har ökat har även ägomark, som t.ex. ängar börjat bebyggas. I Jämtland har formen änge varit dominerade. [18]
- -äng, exempel: Haxäng, Måläng.
- -änge, exempel: Björnänge, Lillänge.
- -änget, exempel: Björnänget, Slättänget.

### Ortnamnsefterled som betecknar höjder
- -fjället och  -fjällen är, på grund av fjällen i västra Jämtland,  ett vanligt efterled i dessa delar av landskapet. Exempel på -fjället och  -fjällen är Gruvfjället, Munsfjället, Ottfjället och Storfjället samt Anarisfjällen, Härjångsfjällen och Sösjöfjällen.
- -gaise är samiska och betyder 'hög och spetsig fjälltopp'. Exempel: Buregaise, Plassagaise och Sarvesgaise.
- högen är rätt vanligt förekommande i Jämtland. Ordet 'hög' betyder 'höjd' i detta landskap. Exempel: Granhögen, Hundshögen och Middagshögen.[19]
- -klumpen betecknar i Jämtland ett berg och i enstaka fall ett fjäll. Exempel: Bergsjöklumpen, Oldklumpen och Vinklumpen.[20]
- -tjakke är samiska och betyder 'fjälltopp'. Exempel: Horroketjakke, Sielkentjakke och Tjårventjakke.
- -valen betyder 'lågfjäll'. Exempel: Gråsjövalen, Rundvalen, Skårrvalen och Visjövalen.[21]
- -åsen är ett vanligt efterled i Jämtland på grund av landskapets kuperade karaktär.   Exempel: Hulkaråsen, Kyrkåsen och Myckelåsen.

### Ortnamnsefterled som betecknar sjöar
- -jaure är en ganska vanlig samisk beteckning för 'sjö' i Jämtlands fjälltrakter, varav de flesta finns i Frostvikens och Strömsunds kommuner. Exempel: Arajaure, Gatojaure, Jemesjaure och Tjåurejaure.
- -sjön är i Jämtland, liksom för övrigt i Sverige, ett vanligt efterled, till exempel Fångsjön, Mjösjön och Storsjön.
- -vattnet är ett efterled med betydelsen 'sjö'[22]  i Strömsunds kommun. På den norska sidan av riksgränsen är -vatnet det motsvarande efterledet. I Jämtland finns bland annat Ankarvattnet, Gussvattnet och Kvarnbergsvattnet.

### Ortnamnsändelser
- -e är i Jämtland en relativt vanlig pluraländelse, liksom till exempel på Gotland, i Bohuslän, i vissa delar av Värmland (till exempel Sunne), i Härjedalen Hede ((ii) Hedha sokn 1397), Jämtland (Stavre) och i Medelpad (till exempel Ånge). Ändelsen -e förekommer i Jämtland bland annat i Stavre ((j) Stafrom), 1410, Sunne ((j) Sundum), 1343 och Åre ((De) Arum), 1344[23]
- -a är i allmänhet en vanlig pluraländelse i svenska ortnamn.[4] I Jämtland finns dock endast ett fåtal ortnamn som har denna pluraländelse, till exempel de tre jämtländska Valla: Valla, Bräcke kommun, Valla, Krokoms kommun och Valla, Östersund.
- -an är en ändelse för bland annat vattendrag. I Jämtland har några vattendragsnamn sådana ändelser: Enan, Hårkan, Ljungan och Långan.

## Ortnamn som påminner om hednisk kult
I Jämtland finns några ortnamn i anslutning till landskapets centrala bygder runt Storsjön som minner om forntida kult, som Frösön (dyrkan av guden Frö), Norderön (dyrkan av Njord) och Odensala (dyrkan av Oden). Fem platser i Jämtland har namnet Hov: Hov i Alsens socken, Hov i Frösö socken, Hov i Hackås socken, Hov i Norderö socken och Hov i Ås socken. Ortnamnets betydelse är sannolikt 'hedniskt tempel'.